# Gavin Lyall
Gavin Tudor Lyall (Birmingham, 9 mei 1932 - 18 januari 2003) was een Brits auteur van spionageromans.

## Biografie
Lydall werd geboren in het Engelse Birmingham, Warwickshire als zoon van een accountant en werd opgeleid aan de King Edward's School in Birmingham.
Lyall stierf aan kanker in 2003.